# Эксгибиционист (мультфильм)
«Эксгибиционист» — российский мультипликационный фильм из категории 16+ (Лицам от шестнадцати лет).
Фильм участвовал в фестивале «Тарус-1996».

## Сюжет
Фильм о людях, которые перемешали жизнь с искусством. И они выставляли сами себя, как если были картинами в художественной галерее. Таких людей называют эксгибиционистами. Эта история произошла с одним из них.

## Создатели
| режиссёр             | Юрий Пронин            |
| сценарист            | Юрий Пронин            |
| художник-постановщик | Юрий Пронин            |
| аниматор             | Юрий Пронин            |
| оператор             | Леонард Кольвинковский |
| звукооператор        | А. Куцый               |